# Philautus disgregus
Espèce
Statut de conservation UICN

 NT  : Quasi menacé
Philautus disgregus est une espèce d'amphibiens de la famille des Rhacophoridae.

## Répartition
Cette espèce est endémique de Malaisie orientale à Bornéo. Elle se rencontre sur deux sites, l'un dans l'État du Sabah, l'autre dans l'État du Sarawak. Elle est présente jusqu'à une altitude maximale de 300 m,.

## Publication originale
- Inger, 1989 : Four new species of frogs from Borneo. Malayan Nature Journal, vol. 42, p. 229-243.